# La Chapelle-Gauthier (Eure)
Chapelle-Gauthier – miejscowość i gmina we Francji, w regionie Normandia, w departamencie Eure.
Według danych na rok 1990 gminę zamieszkiwało 350 osób, a gęstość zaludnienia wynosiła 21 osób/km² (wśród 1421 gmin Górnej Normandii Chapelle-Gauthier plasuje się na 570. miejscu pod względem liczby ludności, natomiast pod względem powierzchni na miejscu 104.).